# Selver Hodžić
Selver Hodžić (* 12. Oktober 1978 in Brčko, SFR Jugoslawien, heute Bosnien und Herzegowina) ist ein ehemaliger bosnisch-schweizerischer Fussballspieler und heutiger -trainer. Er ist gelernter Werkzeugmacher.
Selver Hodžić flüchtete 1993 als 15-Jähriger wegen des Ausbruchs der Jugoslawienkriege mit seiner Mutter und seiner Schwester aus seiner Heimat in Bosnien – mit nur zwei Koffern. Hodžić verbrachte acht Monate in Ungarn, bevor er in die Schweiz kam, wo der Vater, selbst ehemaliger Fußballprofi, eine neue Existenz aufgebaut hatte.
In der Schweiz spielte der Verteidiger nun für die Junioren des FC Rotkreuz und etwas später für dessen Viertliga-Team. Über die Stationen Zug 94 (1. Liga), FC Luzern (Nationalliga A), SC Buochs (1. Liga) und den FC Baden (Nationalliga B) kam Hodžić vor der Saison 2002/03 zum FC Thun in die Schweizer Super League. Mit dem FC Thun wurde er in der Saison 2004/05 auch Vize-Meister. In der Saison 2005/06 gehörte Selver Hodžić zur Thuner Mannschaft, welche sich für die Gruppenspiele der UEFA Champions League qualifizierte. Im Match FC Thun – AC Sparta Prag gelang ihm in der 89. Minute das entscheidende Tor zum 1:0-Sieg.
Am 25. Juni 2007 unterschrieb er einen Zweijahresvertrag beim israelischen Verein Bnei Yehuda Tel Aviv. Im Folgejahr schloss er sich Neuchâtel Xamax an, bei dem er in der höchsten Schweizer Spielklasse regelmäßig eingesetzt wurde. Im Juni 2010 wechselte er schließlich zum FC Lugano. Nach einem Jahr, zur Saison 2011/2012, wechselte er zum FC Wohlen, wo er nach zwei Jahren seine Karriere beendete.
In der Saison 2021/22 trainierte er die FC Aarau Frauen in der ersten Schweizer Frauenfussball-Liga. Seit dem 1. Februar 2023 ist er Assistenztrainer unter Inka Grings bei der Schweizer Fussballnationalmannschaft der Frauen.